# GSC8915-421
GSC8915-421 — хімічно пекулярна зоря спектрального класу Cr, що має видиму зоряну величину в смузі V приблизно 10,2.

## Пекулярний хімічний склад
Зоряна атмосфера GSC8915-421 має підвищений вміст 
Eu
.